# Anders Nielsen (fodboldspiller, født september 1986)
 Der er flere personer med dette navn, se Anders Nielsen.
Anders Brian Nielsen (født 28. september 1986) er en dansk professionel fodboldspiller, der spiller i den svenske klub Husqvarna FF. Han har tidligere spillet i Næstved Boldklub, Køge Boldklub, AGF, HB Køge og FC Oss.

## Karriere

### AGF
Anders Nielsen debuterede for AGF på sin 23-års fødselsdag mod Esbjerg fB. En kamp som AGF tabt 3-2 på udebane.
I AGF blev Anders Nielsen genforenet med barndomsvennen Stephan Petersen.
De lå begge i forhandlinger med AGF, og tog sammen til Aarhus til det endelige lægetjek, dog måtte Anders Nielsen vente et halvt år inden Stephan Petersen skiftede til AGF.
Lige efter skiftet til AGF fandt lægen en hjertefejl på Nielsen, han trænede ikke med i 2 uger, mens han blev grundigt undersøgt. Det vidste sig dog at være en medfødt hjertefejl, der ikke havde den stor betydningen, og han kunne igen spille fodbold.
Anders Nielsen og AGF valgte i 2012 og ophæve hans kontrakt pga. manglende spilletid, hvorefter han skiftede til HB Køge.

### HB Køge
Efter bruddet med AGF i januar 2012 indgik Anders Nielsen en halvårig aftale med HB Køge. På grund af skader blev opholdet i HB Køge dog aldrig en succes for Nielsen, der ikke fik en eneste kamp for klubben. Derfor forlod han klubben ved kontraktens udløb i sommeren 2012 uden at blive tilbud en forlængelse.

### FC Oss
I sommeren 2012 rejste Anders Nielsen til Holland for at prøvetræne i SC Cambuur fra den næstbedste række. Det blev dog ikke til en kontrakt med SS Cambuur. I stedet indgik han en etårig aftale med FC Oss fra samme række. Kontrakten med den hollandske klub blev ophævet den 9. oktober 2012 pga. personlige årsager.

### FC Roskilde
Efter bruddet med hollandske FC Oss gik turen til 2. divisionsklubben FC Roskilde, hvor Nielsen spillede hele 2013, indtil han fik ophævet sin kontrakt for at flytte til Sverige.

### Husqvarna FF
Den 10. januar 2014 indgik Nielsen en kontrakt med den svenske klub Husqvarna FF.